# Perscheloribates tzitzikamaensis
Perscheloribates tzitzikamaensis är en kvalsterart som först beskrevs av Pletzen 1963.  Perscheloribates tzitzikamaensis ingår i släktet Perscheloribates och familjen Scheloribatidae. Inga underarter finns listade i Catalogue of Life.